# Hến trơn
Juncus prismatocarpus là một loài thực vật có hoa trong họ Bấc. Loài này được R.Br. mô tả khoa học đầu tiên năm 1810.